# Eva López Sánchez
Pour les articles homonymes, voir Eva Lopez (homonymie).
Eva López Sánchez est une réalisatrice mexicaine née le 24 janvier 1954 à Mexico.

## Filmographie
- 1989 : No se asombre sargento
- 1989 : La venganza
- 1990 : Recuerdo de domingo
- 1990 : El yapo Galeana
- 1992 : Objetos perdidos
- 1993 : Dama de noche
- 2002 : Francisca
- 2009 : Tres.Tres